# Black Is Black (album)
Black Is Black è il primo album in studio del gruppo rock spagnolo Los Bravos, pubblicato nel 1966.

## Tracce
1. Black Is Black
2. Trapped
3. Baby, Baby
4. Make It Easy for Me
5. She Believes in Me
6. Will You Always Love Me
7. Stop That Girl
8. Give Me a Chance
9. I'm Cuttin' Out
10. Two Kinds of Lover
11. You Won't Get Far
12. Baby Believe Me

## Formazione
- Mike Kogel - voce
- Antonio Martinez - chitarra
- Manuel Fernandez - organo
- Miguel Vincens Danus - basso
- Pablo Gomez - batteria